# Stazione di Gangmae
La stazione di Gangmae (강매역 - 江梅驛, Gangmae-yeok ) è una stazione ferroviaria della città di Goyang, nella regione del Gyeonggi-do, in Corea del Sud, situata nel quartiere di Deogyang-gu. Presso la stazione passano i treni locali del servizio suburbano della linea Gyeongui-Jungang.

## Struttura
La stazione, ricostruita su ponte nel 2014, è dotata di due marciapiedi a isola, con quattro binari totali. I binari sono collegati al mezzanino sopraelevato da scale mobili, fisse e ascensori.
| 1     | ■ Linea Gyeongui | per Digital Media City, Yongsan e linea Jungang |
| 2     | ■ Linea Gyeongui | per Digital Media City, Sinchon e Seul          |
| 3 - 4 | ■ Linea Gyeongui | per Ilsan, Daegok e Munsan                      |

## Stazioni adiacenti
| «                               | Servizio       | »              |
| Linea Gyeongui                  | Linea Gyeongui | Linea Gyeongui |
| ------------------------------- | -------------- | -------------- |
| Hwajeon                         | Locale         | Haengsin       |
| L'espresso A/B/Daegok non ferma |                |                |